# تيمبل 1 (مذنب)
تيمبل-1 (رسمياً:9P/Tempel)، هو مذنب دوري من مذنبات عائلة المشتري، أكتشف من قبل فيلهلم تيمبل عام 1867م، يكمل هذا المذنب دورته حول الشمس كل 5.5 سنة تقريباً، كما كان هدف لمسبار ديب-إمباكت الذي قام بتصوير إصطدام مفتعل عالي السرعة مع المذنب عام 2005م، لاحقاً تمت زيارته مرة أخرى من قبل مسبار ستار-دست في 14 فبراير 2011، عاد المذنب إلى نقطة الحضيض في أغسطس 2016.

## الإكتشاف وتاريخ المدار
تم إكتشاف تيمبل-1 في 3 أبريل 1867 من قبل فيلهلم تيمبل وهو فلكي يعمل في مارسيليا، يصل المذنب إلى نقطة حضيضه كل 5.68 سنة (أطلق عليه 9P/1867 G1 و1867II)، تم رصده لاحقا عام 1873 وأشير له بـ(9P/1873 G1 و 1873I و 1873a) وعام 1879 (1879III و1879b).
فشل محاولات تصوير المذنب بين عامي 1898م و1905م جعلت العلماء يعتقدون بأنه تفكك، لكن في الحقيق كان مدار المذنب قد تغير بفعل تأثير جاذبية كوكب المشتري عليه حيث أن مداره يجعله أحياناً قريباً بما يكفي لإحداث تغيير كبير في المدار، هذا التغيير في المدار حصل في عام 1881م عندما إقترب المذنب من الكوكب حتى 0.55 وحدة فلكية (82 مليون كيلومتر)، سبب هذا التغير في المدار زيادة في زمن دورة المذنب أيضاً والتي أصبحت 6.5 سنة مع زيادة مسافة الحضيض بحوالي 50 مليون كيلومتر، مما صعب من رؤيته ورصده من الأرض.

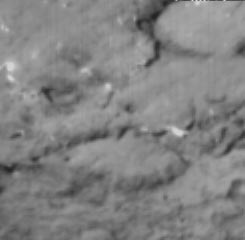
صورة تفصيلية لسطح مذنبل تيمبل-1 إلتقطت من قبل مجس الهدف على مصادم مهمة ديب-إمباكت قبل 6 دقائق من حصول التصادم.

تم رصد المذنب مرة أخرى في 13 مدار مختلف حتى عام 1967م (9P/1967 L1 و1966VII)، بعدما قام الفلكي البريطاني برايان مارسدن بإجراء حسابات دقيقة لمدار المذنب مع أخذ تأثير المشتري بنظر الإعتبار ليكشف عن حصول إقترابين بين المذنب وكوكب المشتري في عام 1941م بمسافة 0.41 وحدة فلكية (61 مليون كيلومتر) وعام 1953م بمسافة 0.77 وحدة فلكية (115 مليون كيلومتر) أدت هذه الإقترابات إلى تقليل مسافة الحضيض وزمن دورانه حول الشمس بقيم (5.84 و5.55 سنة على التوالي). هذه الإقترابات نقلت المذنب إلى حالة ميسان الحالية من الدوران الرنيني مع كوكب المشتري بنسبة 1:2.
بعودته عام 1967م إلتقطت إليزابيث رومر من مرصد كاتالينا عدة صور لكن الفحص الأولي لها لم يظهر أي نتيجة، لكن لاحقاً في عام 1968م بعد فحص دقيق لصورة 8 يونيو 1967 أظهرت الصورة جسم خافت بقدر ظاهري 18 في موقع قريب جداً من الحسابات التي تنبأ بها مارسدن، لكن يستلزم على الأقل صورتان لحساب مدار المذنب لهذا تم الإنتظار حتى عودته التالية.
تمكن كل من رومر وفاوغن من رصد المذنب مرة أخرى في 11 يناير 1972 من مرصد ستيوارد (9P/1972 A1 و1972V و1972a)، حيث أصبح المذنب مرصوداً على نطاق واسع وبلغ قدره الظاهري الأقصى 11 خلال شهر مايو، وبقي مشاهداً حتى 10 يوليو، وبعد ذلك شوهد المذنب في عام 1978 (1978II و1977i) و1983 (1983XI و1982j)، و1989 (1989I و1987e1) و1994 (1994XIUX و1993c)، و2000 و2005م، بزمن دوري بلغ 5.515 سنة.

## خصائصه الفيزيائية
مذنب تيمبل-1 ليس من المذنبات الساطعة، فأقصى قدر ظاهري سُجل له بلغ 11، مما يجعله غير مشاهد بالعين المجردة، أبعاد نواته كانت 7.6 كـم × 4.9 كـم (4.7 ميل × 3.0 ميل)، تم أخذ القياسات بواسطة الصور البصرية من مقراب هابل ضمن المدى المرئي، وفي مدى الأشعة تحت الحمراء كما رصده تلسكوب سبيتزر الفضائي تبين بأن المذنب ذو إنعكاسية قليلة بلغت 4% فقط، ووجد بأنه يدور حول نفسه مرة كل يومين تقريباً.

## الإستكشاف

### مهمة ديب-إمباكت

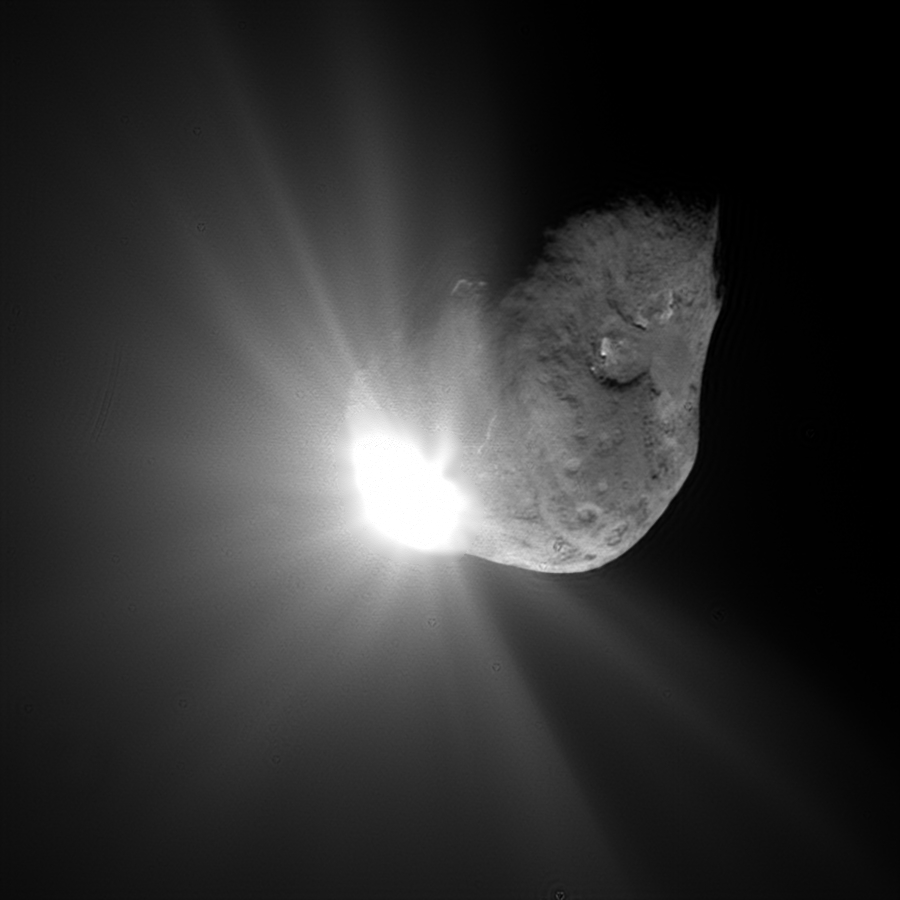
لحظة التصادم بين المذنب ومجس التصادم الخاص بمهمة ديب-إمباكت.

في 4 يوليو 2005، الساعة 05:52 UTC، تم صدم مذنب تيمبل-1 بواسطة إحدى مكونات مسبار ناسا ديب-إمباكت بعد يوم واحد من وصول المذنب إلى نقطة الحضيض، وتم تصوير تأثير الإصطدام من قبل جزء آخر من المسبار، أظهرت الصورة رذاذاً ساطعاً من موقع الإصطدام وتمت رؤية تأثير هذا الإصطدام من قبل المراصد الأرضية والتي رصدت سطوع وصل قدره إلى عدة درجات.
الحفرة الناتجة من الإصطدام لم تكن مرئية بسبب سحابة الغبار المتناثرة ولكن تم تقدير قطرها بين 100–250 م (330–820 قدم)، وعمق 30 م (98 قدم)، مطياف المسبار تمكن من رصد الجزيئات المتناثرة حتى أحجام أقل بالعرض من شعرة الإنسان، تمكن بهذا من الكشف عن وجود السيليكات والكربونات والسميكتايت بالإضافة إلى معادن الكبريتيدات (مثل البيريت)، كربون غير متبلور وهيدروكربونات عطرية متعددة الحلقات، كما وجد جليد مائي في النفث، وغالباً يأتي هذا الجليد من عمق 1 م (3.3 قدم) تحت القشرة السطحية المحيطة بنواة المذنب.

### مهمة NExT

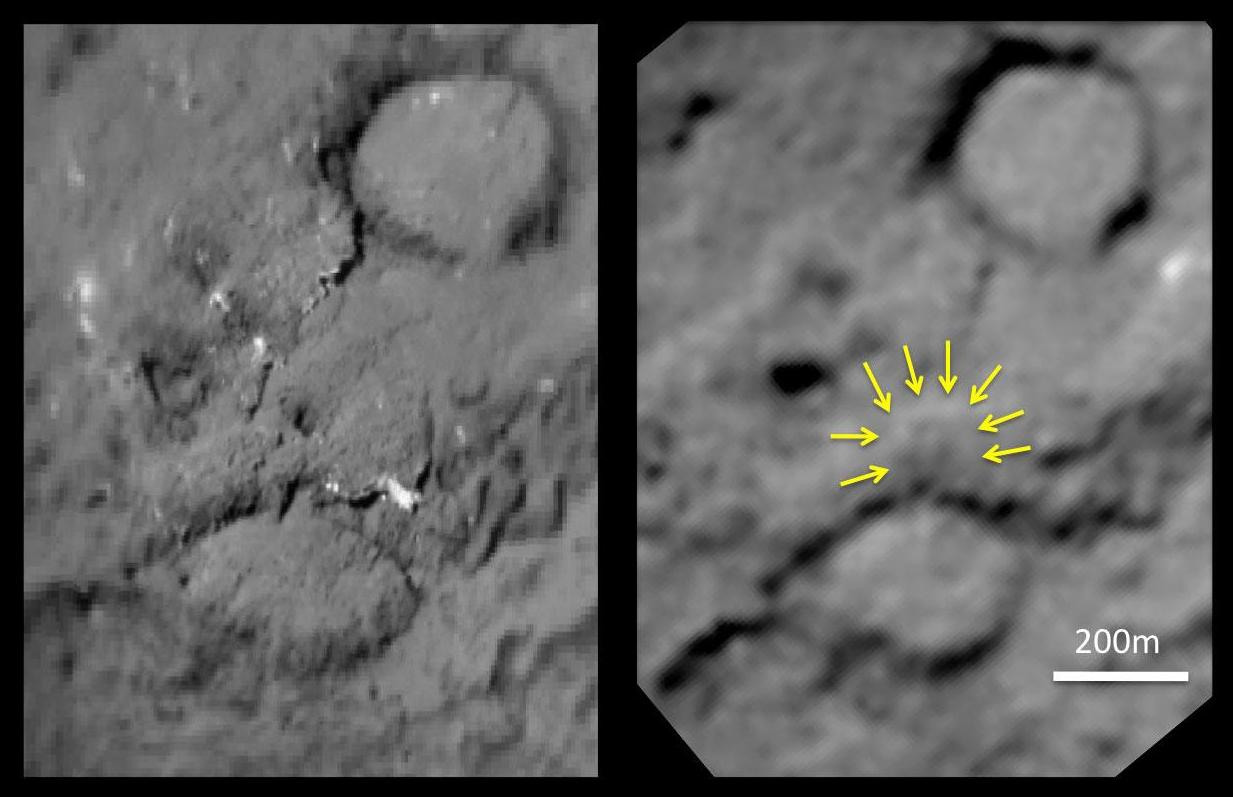
مقارنة بين الصورة اليسرى للمذنب قبل حدوث التصادم ألتقطت من مسبار ديب-إمباكت، الصورة اليمنى تظهر صورة بعد التصادم الملتقطة من خلال مسبار ستار-دست، وتشير الأسهم إلى فوهة الإصطدام.

لكون الحفرة الناتجة عن مهمة ديب-إمباكت لم تكن مرئية في البداية للصور الملتقطة من المسبار خلال تحليقه قرب المذنب، لذا في 3 يوليو 2007م، وافقت ناسا على إرسال مهمة أخرى أطلق عليها (NExT)، وهي مهمة منخفضة الكلفة أستخدم فيها مسبار ستار-دست الموجود فعلاً في السماء والذي كان مخصص لدراسة المذنب ويلد-2، وذلك عن طريق توجيهه إلى مدار جديد بحيث يحق قرب المذنب تيمبل-1، تمكن المسبار من المرور على مسافة 181 كـم (112 ميل) من المذنب في 15 فبراير 2011م الساعة 4:42 UTC وبهذا يكون مذنب تيمبل-1 أول مذنب تمت زيارته مرتين من قبل المسابر الفضائية.
في يوم 15 فبراير، تمكن العلماء من رصد وتصوير الحفرة التي أحدثها ديب-إمباكت وقُدر قطر الفوهة بحوالي 150 م (490 قدم)، ولها بروز ساطع في الوسط من المحتمل أنه نتج بفعل هبوط وتراكم المواد المتطايرة الناتجة عن الإرتطام وعودتها إلى الحفرة، حسب تقديرات ناسا بلغت قوة الإرتطام 19 جيجاجول (4.5 طن من تي أن تي) بشكل طاقة حركية لإحداث حفرة بقطر 100 م (330 قدم) وعمق 28 م (92 قدم) تقريباً، تم توليد هذا المقدار من الطاقة عند دفع كتلة المصادم التي تبلغ مقدارها 370 كـغ (820 رطل) لتصدم المذنب بسرعة 10.2 كم/ث (23,000 ميل/س) تقريباً، تمكن العلماء أيضاً من رصد فرق في تشكيلات بارزة من المواد الجليدية على سطح المذنب ناتج عن التسامي الذي حصل بين الفترة الزمنية للإقترابين من المذنب.

## الإقترابات
المذنبات بشكل عام تملك مدارات غير مستقرة تتغير بمرور الزمن بفعل الإضطرابات والنفث الغازي، مذنب تيمبل-1 مر على مسافة 0.04 وحدة فلكية (6.0 مليون كيلومتر) من الكوكب القزم سيريس في 11 نوفمبر 2011م، ولكونه مذنب من عائلة مذنبات المشتري فهو يملك تفاعل على مدى سنوات مع كوكب المشتري العملاق، وأخيراً سيمر على مسافة 0.02 وحدة فلكية (3.0 مليون كيلومتر) من كوكب المريخ في 17 أكتوبر 2183م.

## معرض الصور

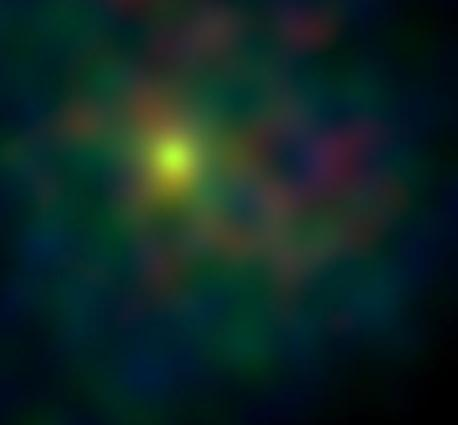
صورة للمذنب بالأشعة السينية، ألتقطت من قبل مرصد تشاندرا.
صورة متحركة تظهر مسار مهمة ديب-إمباكت وإقترابها من المذنب من 12 يناير 2005 وحتى 8 أغسطس 2013.   ديب-إمباكت   تيمبل-1   الأرض   103بي/هارتلي.
صورة مسار مهمة ستار-دست وإقترابها من مذنب تيمبل-1.   تيمبل-1  ستار-دست ·   ويلد 2 ·   الأرض ·   الكويكب 5535 أنيفرانك ·
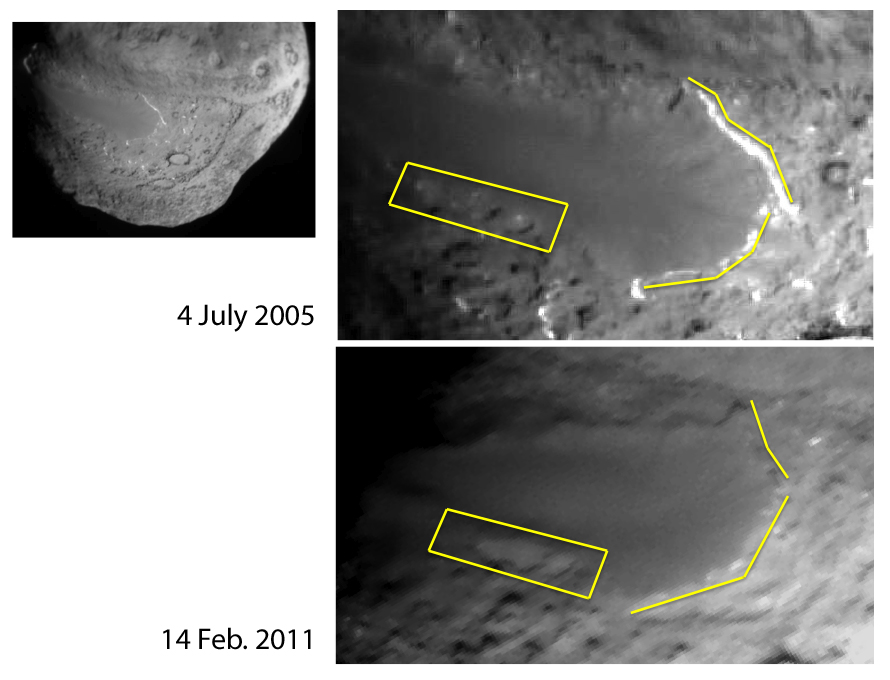
مقارنة بين صورتين لديب-إمباكت وستار-دست تبين التركيبات الجليدية البارزة.
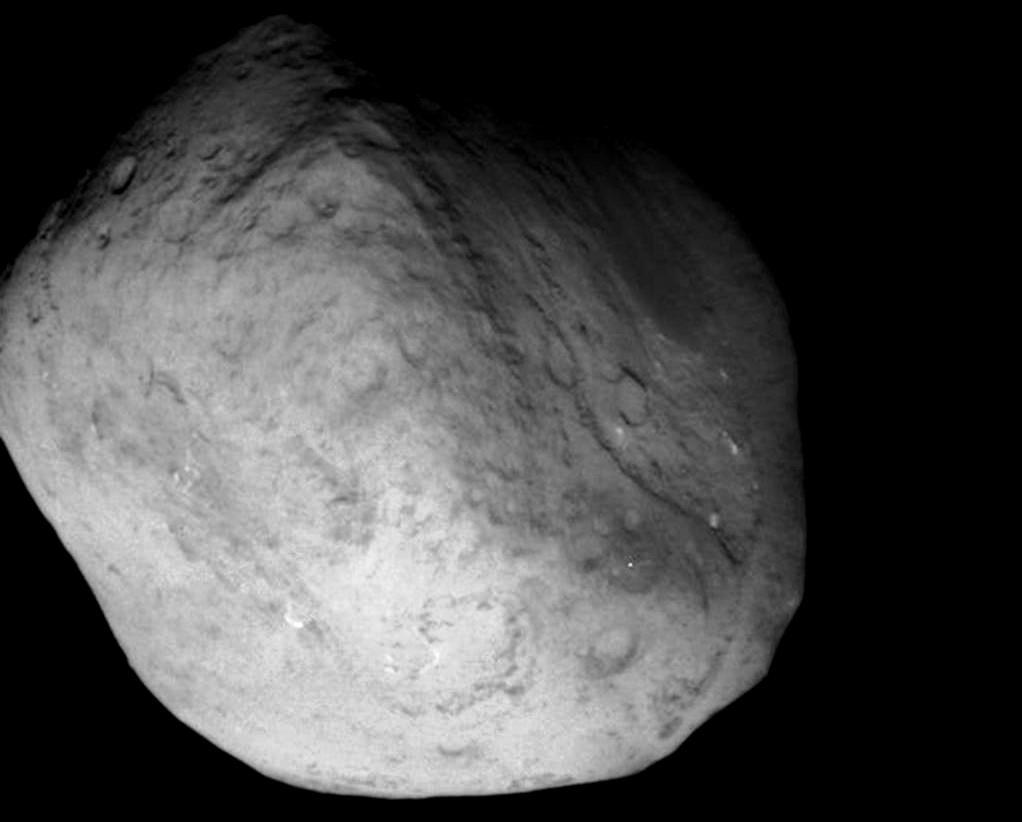
مذنب تيمبل-1 كما صورته مركبة ستار-دست عام 2011.

## اقرأ أيضاً
- قائمة المذنبات الدورية
- قائمة المذنبات المرقمة
- مذنب راعي الشمس
- مذنب إيكيا سيكي (1965)